# サウジアラビアの経済
サウジアラビアの経済は石油に依存しており、主要な経済活動は政府の強い管理下に置かれている（計画経済）。アラブ世界においてサウジアラビアの経済規模は最大である。サウジアラビアの石油確認埋蔵量は世界第2位であり、石油の最大の輸出国である。また、天然ガスの埋蔵量でも世界第5位に位置する。サウジアラビアは「エネルギー大国」と考えられており、 天然資源の推定価値は2016年度で34.4兆ドルにおよぶ。

## 経済概要
サウジアラビアの石油埋蔵量は世界第2位で、世界一の輸出国かつ第2位の生産国である。サウジアラビア政府の示す数値によれば、確認埋蔵量は2600億バレル(41 km3)と見積もられており、世界の石油埋蔵量の1/4にもなる。サウジアラビアの石油は、単に莫大な量であるというだけでなく、圧力がかかっていて地表面に近いところにある。したがってサウジアラビアでは世界中のどこよりも遥かに安く、石油を取り出して利益を生みやすくなっている。石油セクターはサウジアラビアの国家予算のおよそ87%を占め、輸出金額の90%、GDPの42%にもなっている。
GDPのうちほかの40%は民間セクターが占めている。サウジアラビアでは推計で750万人(2013年)の外国人が合法的に働いており、石油産業やサービス業などサウジアラビアの経済において極めて重要な役割を担っている。政府は国の石油依存を弱めて、サウジアラビア人の雇用機会を増やすため、民間セクターの成長を長年にわたって後押ししてきた。ここ十年ほどで、政府は電力や通信といった業種にも民間企業と外国の投資家の参加を認め始め、WTOにも加盟した。2000年代になると、高い原油価格が国家予算での黒字をもたらし、職業訓練や教育、インフラ開発、政府の職員給与などへの支出を増大させた。2002年時点で、サウジアラビアの石油の95%以上が半官半民の巨大企業サウジアラムコを通じてサウジアラビア政府のものとして生産され、残りの5%も同様の半官半民企業によって生産されている。
サウジアラビアの経済は、絶対君主制の政府、大型国有企業、福祉給付から、次のように記されている。
封建制と、より近代的な政治の利益供与の、（少なくとも外部の目から見れば）困惑するような組み合わせ。 どのような活動分野のどのようなレベルにおいても、サウジ人は個人の特権、恩恵、義務、コネを操作しながら人生をたくみに操る。同様に、独自の優先順位と追求すべき課題、満足させるべき扶養者を抱えた幾人もの皇子たちの庇護の下で、政府の官僚制は重なり合い、あるいは矛盾しあった権力の中枢が迷路になっているようなものだ。
サウジアラビアの国内総生産は原油価格によって大きく変動する(下記参照)。
| 年   | 国内総生産 (GDP) (単位:十億ドル(現在のレート)) | 1人当たりGDP (現在の米ドル) | 米ドル為替レート (100万サウジアラビア-リヤル) | インフレ指数 (2000=100) | 人口 (100万人) | 1人当たり所得 (アメリカ人に対するパーセンテージ) |
| ---- | ---------------------------------------------- | --------------------------- | --------------------------------------------- | ----------------------- | -------------- | ------------------------------------------------ |
| 1970 | 5.3773                                         | 921.35                      | 4.50                                          |                         | 5.836          |                                                  |
| 1975 | 46.7734                                        | 6,296.30                    | 3.52                                          |                         | 7.429          |                                                  |
| 1980 | 164.5417                                       | 16,892.36                   | 3.59                                          | 95                      | 9.741          | 43.84                                            |
| 1985 | 103.8978                                       | 7,877.54                    | 3.62                                          | 92                      | 13.189         | 49.33                                            |
| 1990 | 117.6303                                       | 7,204.73                    | 3.74                                          | 91                      | 16.326         | 33.13                                            |
| 1995 | 143.3430                                       | 7,650.74                    | 3.74                                          | 101                     | 18.736         | 28.29                                            |
| 2000 | 189.5149                                       | 9,126.95                    | 3.74                                          | 100                     | 20.764         | 26.50                                            |
| 2005 | 328.4596                                       | 13,739.83                   | 3.74                                          | 100                     | 23.906         | 32.53                                            |
| 2010 | 528.2072                                       | 19,259.59                   | 3.75                                          |                         | 27.426         |                                                  |
| 2015 | 654.2699                                       | 20,732.86                   | 3.75                                          |                         | 31.557         |                                                  |
| 2017 | 683.8271                                       | 20,760.91                   |                                               |                         | 32.938         |                                                  |

以上の数字は国際通貨基金やその他の情報源によって市場価格を 推計 したものである。単位は100万サウジアラビア-リヤル(SR)。購買力平価で比較すると、米ドルは3.75サウジアラビア・リヤルで固定額で両替できる。 2009年では平均賃金は時給14.74ドルだった。人口の数値は国連食糧農業機関（FAO）の aqaustat および UN World Population Prospects:The2010Revision による。

## 歴史
サウジアラビアは、1930年代まで自給自足経済であった。1973年のオイルショックのさなか、サウジアラビアは急激に成長しはじめ、1980年ごろピークを迎える 。1980年代中頃には、原油価格が1バレルあたり最大40米ドルから約5ドルまで急落、サウジアラビアは膨大な対外債務を抱えることになった。2002年から2008年の半ばには原油価格が回復し、 政府予算は黒字化して支出を増大させた。
1930年代に石油が発見されるまでは、サウジアラビア経済は自給自足の農業で、人口の多くは遊牧民であり非常に貧しかった。石油価格を引き上げるため、サウジアラビアとその他の主要な輸出国(ベネズエラ、イラク、イラン、 クウェート)は石油輸出国機構(OPEC)を創設、生産調整を行うことにした。第1次の5か年「開発計画」は1970年に始まり、以来、2015年に初年度を迎える第10次計画まで続いている。
1973年の石油危機の際、OPEC減産によって原油価格は1バレルあたり3ドルから12ドル近くにまで引き上げられ、その結果サウジアラビアは世界でも急成長する国の1つとなった。他国に対して貿易全体で大幅な黒字を享受し、輸入は急増し、潤沢な政府歳入によって開発、防衛、他のアラブおよびイスラム圏への支援が可能になった。再びの価格高騰はイラン–イラク戦争最中の1980年台半ばに起こり、サウジアラビアの1人当たり国民所得からみた経済成長は(現在までのところ)ピークに達した。
しかし高騰した石油価格は結局、多くの油田開発をもたらし、世界の石油消費を縮小させた。その結果、1980年台半ば以降は、世界的な原油価格の低迷が始まり、一時は最大で1バレルあたり40ドルあった価格は、5ドルにまで落ち込んだ。これによって、10年ぶりに経済計画に不確実な要素をもたらすことになった。サウジアラビアの原油生産は1980年から1981年にかけてはほぼ日産1000万バレル(160万立方メートル/日)まで増えていたが、1985年には日産200万バレル(32万立方メートル/日)にまで激減した。国家予算の赤字が深刻になり、政府は海外資産を縮小した。財政上の圧力から、サウジアラビアは1985年夏にOPEC内での需給調整生産役を降りることになり、生産ノルマを受け入れた。以来、サウジアラビアの原油政策は市場調整と生産ノルマ割合との板挟みになっている。
1993年6月には、サウジアラムコは国営のマーケティングおよび精製会社のSAMARECを吸収合併し、世界最大の完全統合型の石油会社となった。サウジアラビアの石油輸出のほとんどは、ペルシャ湾のラス・タヌラおよびジュアイマにある石油基地からタンカーで輸出されている。残りの石油輸出は、サウジアラビアを東西に走るパイプラインで紅海にあるヤンブー港まで運ばれている。新しい大規模なガス開発計画で、サウジアラビアの3つの別々の場所で、非随伴ガス田の開発のためのアメリカとヨーロッパの石油会社の多大な投資を呼び込んでいる。2001年12月、ガス権益を落札した企業との最終的な技術的合意を経て、2002年中には開発がスタートする見込みだったが、うち2つは暗礁に乗り上げた。
しかしながら、1997年の終わりごろから、サウジアラビアはまたしても原油価格の低迷に見舞われた。東アジア経済危機とエルニーニョによる西洋の暖冬の組み合わせ、さらにはOPEC非加盟国での石油生産増加から、石油需要は減速し、原油価格は1/3以下にまで下落した。
1999年、OPECおよびそれ以外の石油生産国による価格引き上げ運動でサウジアラビアは主導的な役割を果たし、石油の生産と供給をコントロールすることで湾岸戦争以来もっとも高いレベルまで価格の引き上げに成功した。同年、国の機関と産業の改革を加速する経済開発政策を立案・調整するため、最高経済会議を設立した。
2005年には長年の交渉を経てWTOにも加盟を果たしている。

### 外国からの投資
1980年代半ばは、外国人資本によるビジネスが認められた時期でもあった。1990年代半ばには、外国人による所有は一層緩和され、通信、電気・ガス・水道等インフラ、金融サービスについても投資が解禁された。2000年には、100%外国資本のビジネスも認められるようになった。
2008年からは土地利用型の外国への投資も、特にアフリカにおいて行われるようになった。非石油分野の項を参照。

### 経済多様化と開発
政府は王国の伝統的なイスラムの価値観・慣習を維持しながらも、石油から得られた収益を、比較的未開発のものに変換していくことを狙っている。言い換えれば石油ベースの経済を現代的な産業国に変えていくことを意図している。経済企画がすべての目標を達成できているわけではないが、 経済は急速に成長を遂げている。石油の富はほとんどのサウジアラビア人の生活水準を向上させた。しかし人口が著しく増えたことで、国の生活水準をより一段と向上させることに政府が財源を振り向ける余裕はなくなってきている。石油収入への重度の依存が続いてはいるが、現在では工業と農業は経済活動でより多くの部分を占めるようになった。サウジアラビア人の学卒者が持つジョブスキルと、民間雇用市場での全レベルのニーズの間には依然としてミスマッチがあり、経済の多様化に大きな障害となっている。結果、460万人ほどの外国人が雇用されている。
サウジアラビアが経済を多様化させ、石油への依存を減らし始めたのは1970年代の第1次5ケ年開発計画だった。石油の副産物を原材料として、基礎的な石油化学産業が開発された。ペルシャ湾の漁村だったジュバイルと紅海沿岸のヤンブーが開発されたが、サウジアラビアの経済に与える影響は限定的にとどまった。
サウジアラビアの第1次および第2次開発計画は1970年代に実施され、インフラが重点化された。結果はめざましく、高速道路の舗装された距離はそれまでの3倍に、発電は28倍に、港湾の容量は10倍に成長した。1980年から85年にかけての第3次計画では、重点の置き方が変化した。インフラ投資は減少し、教育、健康、社会サービスが著しく成長した。経済多様化の割合と、経済の生産性の高いセクター(主に工業)の拡大は計画したほどには成長しなかったものの、石油とガスの利用を中心として鉄鋼、石油化学製品、肥料、石油精製物を生産するべく建設されたジュバイルとヤンブーの2大工業都市は概ね完成した。
第4次計画(1985-90年)では、サウジアラビアの基礎的インフラはほぼ完成したとみなされ、一方で教育と職業訓練は懸念の的であった。民間企業が推奨され、サウジアラビアの公営企業と民間企業でのジョイントベンチャーのかたちでの外国投資が歓迎された。民間セクターはますます重要性を増し、1987年までに非石油のGDPで70%を占めるまでになった。民間投資セクターは依然として貿易・商業に集中していたが、民間投資は工業、農業、銀行業、建設業で増加した。これらの民間投資は大盤振る舞いな政府の融資と奨励金プログラムで支援されていた。民間セクターでの目的は、ジョイントベンチャー企業で70〜90%の民間資本の所有権を持つことだった。
第5次計画(1990-95)では国防強化、政府の社会保障の向上および効率化、地域開発、そして何より重要だったのが外国人労働者数を減らして民間企業でのサウジアラビア人の雇用機会を増大させることだった。
第6次計画(1996-2000)は、政府のサービスを削減せずにコスト低減し、教育訓練プログラムを拡充することに焦点を当てた。このプランは経済活動を多様化し、とりわけ民間分野では工業と農業に重点を置いて、石油セクターへの依存を減らすことを要請した。労働力の「サウダイゼーション」の努力も継続している。
2000年から2004年にかけての第7次計画では、サウジアラビアの経済の多様化と民間セクターへのより大きな役割について、さらに集中がおかれた。この5年間にかけて、政府は平均GDP成長率目標を毎年3.16%とし、民間セクターで5.04%、非石油セクターで4.01%の成長を見込んでいた。またサウジ国民に対する新規雇用目標を81万7300人と設定していた。

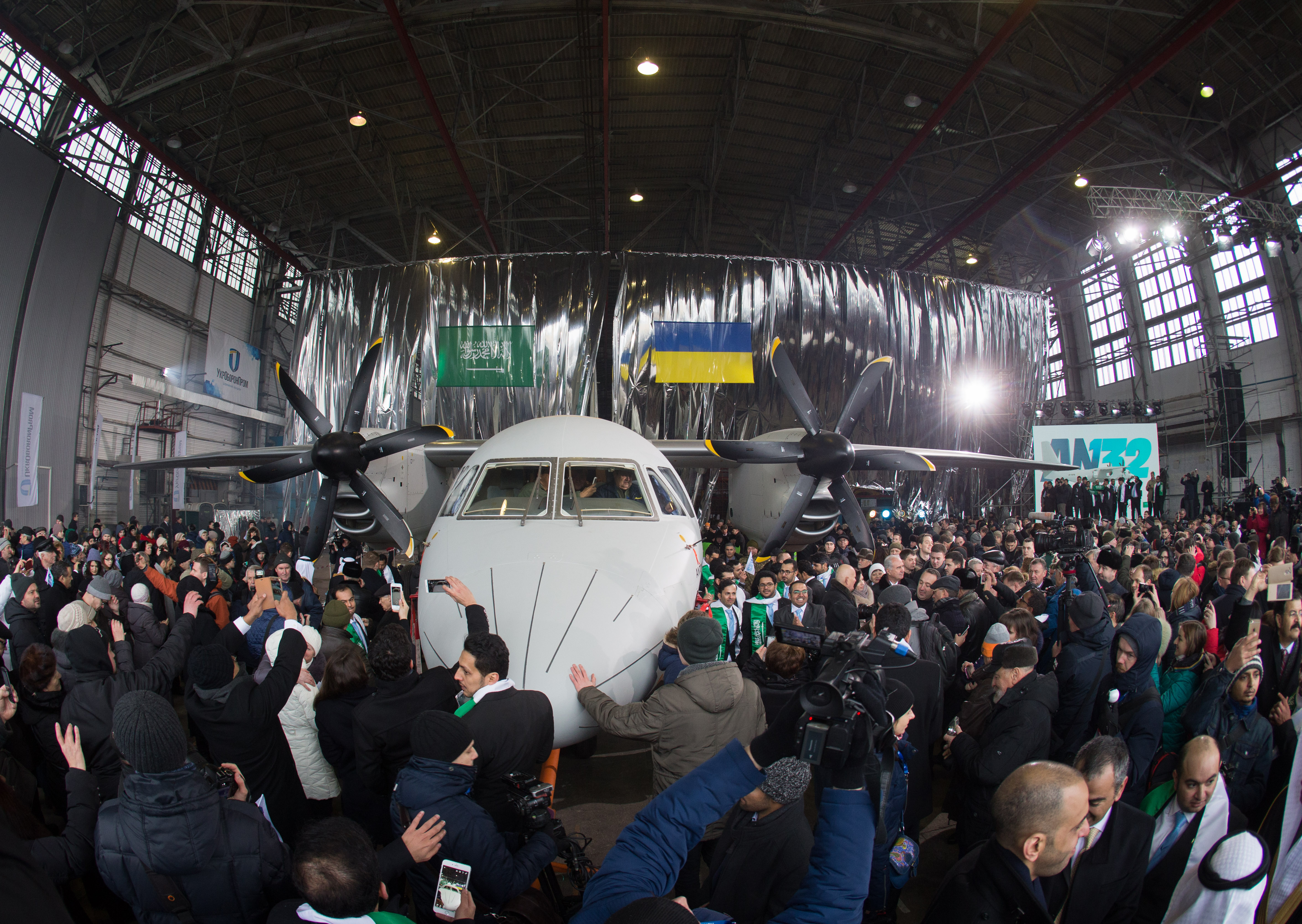
en:w:Antonov/Taqnia An-132 2016年12月、ウクライナ・キエフでのアントノフ An-132D ロールアウト式典

広告費は付加価値型製造業の強化に伴い、過去最高を記録した。
経済多様化の一環として、サウジアラビアは中国やその他の国と、大規模製油所の契約に調印している。

#### 将来計画
サウジアラビアは、世界最大で最も野心的といえる3つの石油化学プロジェクトに計470億ドルを投じる計画を発表した。ラス・タヌラの統合型製油所と石油化学プロジェクトに270億ドル、ジュバイル工業都市のサウジカヤン石油化学コンビナートに90億ドル、ペトロラビ製油所のアップグレード計画に100億ドルである。これら3つのプロジェクトで総計15万人以上の技師やエンジニアが雇用され、昼夜を問わず働くという。2015-16年に完成した暁には、ラス・タヌラ石油化学コンビナートは同種の石油化学コンビナートとしては世界最大のものとなり、様々な種類の石油化学および化学製品を年産で1100万トン製造する能力をもつ。ここで生産される化学製品としては、エチレン、プロピレン、香料、ポリエチレン、酸化エチレン、塩化物、グリコールなどが含まれる。
サウジアラビアは経済多様化と雇用促進のため、6つの「経済都市」を立ち上げる計画を立案した。その1つはキング・アブドゥッラー経済都市で、2020年に完成する予定である。
建設には2013年時点の見積もりで600億ドルがかかる見込みで、サウジアラビアの経済に「1500億ドルの効果をもたらす」とされている。
2013年現在4つの都市が開発中である。

## 雇用
2008年時点で、サウジアラビア労働者のおおよそ3人に2人が外国人であり、その90%は民間セクターで働いている。2014年1月、サウジアラビア政府はこの90%の割合を減らし、民間セクターで雇用されるサウジアラビア人の数を150万人に増やしたと主張した。これと比較して、サウジ国内で働く外国人労働者は1000万人におよぶ。
ロイターによれば、公式な失業率は12%ほどなのに対し、エコノミストは「労働者人口のうち職があるか求職中なのは30〜40%にすぎないと見積もっている」という。雇用されているサウジアラビア人のほとんどは政府に雇われているが、IMFは政府がそのような大勢の賃金を長期に渡って払い続けることはできないと警告している
。
政府は、経済の「サウダイゼーション」によって2000年以降もこの不均衡を是正する計画を続けていくと発表しているが、外国人労働力とサウジアラビア人の失業率は増え続けている。
一部の種類の雇用について障害となっているのは、社会の抵抗である。サービス業や販売業はサウジアラビアの市民にとっては全く受け入れられないと考えられている。これは雇われる可能性という側から見ても、顧客となる側から見てもである。

## 非石油分野
サウジアラビアには石油以外にも、金、銀、鉄、銅、亜鉛、マンガン、タングステン、鉛、硫黄、リン、タルク、長石などの鉱物資源が少量ながら存在する。サウジアラビア国内では比較的降水量の多い南西部では、年間の平均降水量が400 mmに達する。この南西部では小規模ながら農業も営まれている。サウジアラビアは世界最大のデーツの生産国でもある。何年かにわたって淡水化処理した水を使用した灌漑で非常に高価な小麦を栽培していたが、2016年までに中止する計画である。2009年時点で、家畜の生産は羊740万頭、ヤギ420万頭、ラクダ50万頭、牛25万頭となっている。
年に1回のハッジ巡礼の時期にはおよそ200万人が訪れ、長続きしない雇用が発生するが、ハッジによる雇用の数は石油産業を上回る。肉屋、理髪店、タクシードライバーなど4万人ほどの一時雇用が発生し、収益は20〜30億ドルほどにもなる。
2008年には「サウジ外国農業投資のイニシアチブ」が立ち上げられ、エチオピア、インドネシア、マリ、セネガル、スーダンほかの世界中の広大な土地を数十億ドル規模で購入している。批評家はこの行為を様々な意味で土地収奪と非難しており、これらの国々に混乱をもたらしている。食料安全保障の観点から同様に農業用地を求めて競合している国には、中国、韓国、インドのほかクウェート、カタール、アラブ首長国連邦などの湾岸諸国もある。

## 不動産
不動産はサウジアラビアで成長の著しい分野の1つであるが、住宅用・商業用地ともに不足があるとはいえポテンシャルがフルに活かされているとは言い難い。多くのこの地域の専門家が、市場がより成熟すれば問題の多くは解決するだろうとみている。
不動産はサウジアラビアの経済の非石油分野で基礎的な役割を担っている。2016年、既存物件の販売を含めた不動産取引は、2015年10月14日〜2016年9月3日までのおよそ1年間で2810億リヤルほどになった。しかしこれはその10年前に記録した9000億リヤルほどに比べれば大幅に減少していることに注意すべきである。不動産分野は最近では、現地での強い需要によって牽引されており、投機はほんの僅かの額に過ぎない。
サウジアラビアの土地の所有は一般的にはサウジアラビア人にしか認められていないが、限定的な例外資格の対象にもなっている。たとえば湾岸協力会議(GCC)加盟国の個人や法人であれば土地を所有する権利があり、それには種々の制限がある。
不動産分野の大幅な拡大により、JLL、ナイトフランク、クラットンズといったトップ不動産コンサルタントがサウジアラビアにオフィスを構えている。これに加えて、プロフェッショナルの不動産サービスに対する需要の高まりに伴ってDREIのような地域の教育機関も興味を示しており、サウジアラビアの不動産についてのコースを提供するようになっているほか、不動産市場に特化したSaudi Real Estate Companionのような専門書まで出版されている。
サウジアラビアの2030ビジョンでは不動産は重要な役割を担っており、このビジョンでは住宅及び様々な用途の土地開発についてサウジアラビア政府の重要なコミットメントが計画されている。このビジョンでは特に、「戦略的地域の中にある不動産であれば、国有地も活用していく。教育機関や商業施設、娯楽施設には都市の中でも一等地を割り当てる。海岸沿いの広大なエリアは観光プロジェクト専用にし、工業プロジェクトには適切な土地を割り当てていく」としている。
国家変革プランでは、住宅分野には590億リヤルの予算が割り当てられ、政府の歳出では最も多い分野となっている。このプランでは、以下の目標が掲げられている。
- 不動産セクターのGDPに占める割合を5%から10%に高める。
- 民間デベロッパーと協業し、国有地を宅地向けに開発する。
- 民間セクターの宅地開発を支援するため、迅速な免許と特別ファイナンスパッケージを準備する。

## 民間セクター
資本市場庁に登録されている証券取引所は、サウジ証券取引所（タダウル）とサウジパラレル市場の2つである。上場企業の時価総額は、2.22兆米ドルである。国際経営開発研究所（IMD）によると、世界ビジネス競争力は26位に位置付けられている。
サウジアラビアの民間セクターはサービス分野の一握りの大企業で占められている。その主なものは建設業と不動産業で、オラヤン、ザミル、アルマライ、モビリー、STC、SABIC、サダラ、ハリバートン、ベーカー・ヒューズ、フライナス、ヒルトン、ヤンブーセメント、アルホケイア、MBC、マフーズ、アル-ラージヒなどが含まれる。こうした企業は政府支出に極度に依存しており、すなわち石油収入に依存していることになる。
2003年から2013年にかけて、いくつかの主要なサービスが民営化された。地方の上水道、電気、情報通信は全面的に、教育と医療、交通制御、交通事故報告も部分的に民営化された。アラブ・ニュースのコラムニスト、アブデル・アジーズによると、「これらの分野のほぼ全てで、消費者は民営化企業のパフォーマンスについて深刻な懸念を訴えている」という。

## 貿易

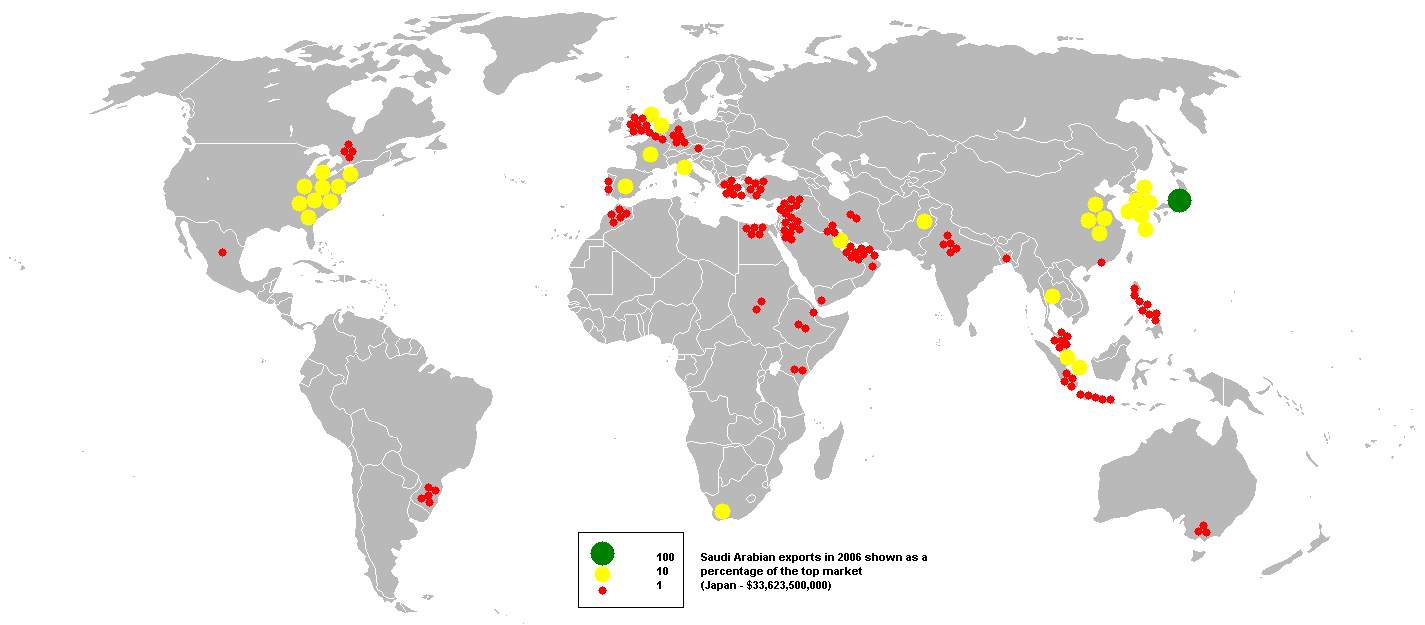
サウジアラビアの輸出(2006年)

近年、サウジアラビアはWTOへの加盟を模索してきた。交渉の焦点は、サウジアラビアが外国の財とサービスについてどの程度まで増大させるつもりがあるのか、またWTOの義務に対していつまでに完全に適合するのかというロードマップについてである。2000年4月には、サウジアラビア政府はサウジアラビア内への外国からの直接投資を奨励する「サウジアラビア総合投資庁」を設立した。サウジアラビアは外国からの投資を禁じている分野について、禁止リストを設けてはいるが、情報通信、保険、送配電などの一部禁止分野については、徐々に開放することを計画している。2005年11月に、サウジアラビアは正式にWTOへの加盟が認められた。2015年12月11日からWTOの正会員国となっている。

### 加盟国際機関の一覧
- 世界貿易機関 (WTO)[65]
- 国際通貨基金 (IMF)[66]
- 国際商業会議所 (ICC)[67]
- 国際標準化機構 (ISO)[68]
- 世界税関機構 (WCO)[69]
- 湾岸協力会議 (GCC)[70]

## 課題
サウジアラビアの経済の課題は様々で、1人当たり所得の減少食い止めや復活、若い世代が労働力として役立つよう教育を改善することと雇用の創出、経済の多様化、民間分野と住宅建設の刺激策、汚職と不平等の撲滅などである。国連のアラブ人材開発レポートは、サウジアラビアの経済がなぜ外国人労働に依存しているかという疑問に対する答えとして、個人の自由の欠如、不十分な教育と、実力に基づかない要素による政府雇用によって社会及び経済開発が成長不全であること、女性の排除などを挙げている。
所得減少
ある推計によれば、世界最大の原油埋蔵量を誇るにもかかわらず、1人当たり所得は石油ショックに湧いた1981年の最高値約18,000ドルから、2001年には7,000ドルにまで落ち込んでいる。2013年にはサウジアラビアの1人当たり所得は、原油に乏しいバーレーンよりも少ない「ペルシャ湾のより小さな近隣国の何分の一でしかない」という。
GDPの成長が生産性向上や雇用のようなインプットによる作用となっている多くの先進国とは異なって、サウジアラビアでは原油価格の変動が国内生産の成長や衰退の最も主要な要因となっている。「原油埋蔵量は着実に減少しており、それを代替できるような重要な新発見は何もない」と中東ジャーナリストのカレン・ハウスは述べている。サウジアラビアの人口は1960年から2010年にかけて7倍になったが、石油の値段には補助金が出されているため利用者には同じ量の飲料水よりも少ない費用しかかからない。 生産停滞と、人口および国内のエネルギー消費の増加は、その成長に見合うだけ石油価格が上がらない限り、1人当たり所得の減少を意味することになる。
人口構成
サウジアラビアの人口構成は若く、2012年2月時点で人口の51%が25歳未満である。2013年のIMF報告によれば、ペルシャ湾岸国の国民のうち最大で160万人が2013年から2018年にかけて労働人口となる(サウジアラビアはその中で最も多い)が、これらの国の経済では民間分野での求人はその半分以下(およそ60万)だという。
教育
エコノミスト誌によれば、サウジアラビア政府は過去何年にもわたって、雇用を増やすため「企業に求人の少なくとも30%はサウジ人で満たすよう」に強制しようと試みてきた。しかし「企業側は現地の若者はスキルに欠けていると激しく抗議しており、何年もの丸暗記型学習と宗教的指導とで、雇用市場への備えに失敗している」。その結果、「(30%という)割当量は現在では減少し、より柔軟なシステムに置き換えられた」。
別の情報源(学者のデービッド・コミンズ)によれば、サウジアラビアは「技術部門・管理部門の求人を満たすのに膨大な量の外国人労働者に依存してい」て、その理由は部分的には、「潤沢な予算」にもかかわらず教育システムが「十分に養成されていない教員、低い定着率、厳しい基準の欠如、薄弱な科学と技術の指導、宗教的題材への過度の執着」の悪影響を被っているからだという。Bayt.comによって中東・北アフリカ在住者対象に実施された別の統計では、社会人の4分の1以上(28%)が、居住している国においてスキル不足があると考えている。この考えはサウジアラビアの回答者でより顕著(39%)になっている。
イノベーション
サウジアラビアが技術的イノベーションの土壌であったことはない。アメリカで1977年から2010年までの間に登録されたサウジアラビアからの特許は382件に過ぎず、1年間に12件以下である。同じ期間に韓国は84,840件、イスラエルは20,620件であった。サウジアラビアは、特にキング・アブドゥッラー科学技術大学との提携で技術革新を増大させ、ひいては、経済を刺激することを望んでいる。
法制度
サウジアラビアの法制度はクルアーンとスンナの解釈から導かれるシャリーア(イスラム法)に基づいている。
サウジアラビアの法制度についての本を書いているフランク・ボーゲルは、以下のように嘆いている。 
決定が予測できない、オカルト信条としか言えないような不透明さ、多くのサウジの商習慣とそれ以外のほとんどの地域とのあまりのギャップ、…サウジ経済にかかる膨大なコスト。王と政府はこの困難が広く知られているのに解決策をもたらすように求められてもいないし、またできもしない。その事実がイスラム法学とイスラム法学者の文化的・政治的な影響力、またサウジ生活が公私にわたってシャリーア中心にあることの影響力を図るのにふさわしい指標であるといえる。
官僚制
ビジネスジャーナリストのカレン・ハウスはサウジアラビアの官僚制について、以下のように批判している。曰く、誰かがサウジアラビアでビジネスを始めようとすると、
数えきれない申請書類と文書を多くの省庁の多くのレベルにわたって提出せねばならず、それにはさまざまな人脈からのコネと、進行中に積み重なる負担を必要とし、ほぼ確実に庇護者の、平均以下の能力しかない被扶養者を雇用しなければならない。そしてどのような大きさのビジネスであれ、民間企業の入札ではない政府の契約は、財政上の活力源である。なのでこれは、より多くのパトロン、より多くのひいき、より多くの義務を意味する。驚くことではないが、サウジ企業で、保護されたサウジ市場の外で競争力があるものはわずかしかない。
汚職
王家を維持する費用は、1年におよそ100億ドルとみられている。2005年のリヤド商工会議所の調査では、ビジネスマンの77%が業務遂行に法律の「抜け道」を使わなくてはならないと回答している。それ以降も「ビジネスマンはその状況がさらに悪くなっている」という。
貧困
サウジアラビアで貧困線を下回る生活をしている層は、およそ12.7%から25%の間と推計されている。2013年時点での報道および民間推計では、サウジ国民のうち「200万から400万人が月に530ドル以下で」暮らしていると示唆される。これは1日あたり17ドルに相当し、これがサウジアラビアでの貧困線とみなされている。対照的に、Forbs誌ではアブドラ国王の個人資産は180億ドルと推計している。
サウジアラビア政府は貧困に対して注目を集めたり苦境を訴えたりすることを妨げようとしている。2011年12月、アラブの春の起こった直後に、サウジアラビア内務省はジャーナリストのFeros Bonqaと同僚ふたり(Hussam al-Drewesh と Khaled al-Rasheed)を拘束し、YouTubeで「私たちは騙されている (Mal3ob 3alena)」 という10分の動画をアップロードしたとして約2週間尋問した。動画の作者はサウジアラビア人の22％が貧困であり(2009)、サウジアラビア人の70％は家を所有していないと主張している。サウジアラビア政府が貧困について統計を出していないため、国連においても統計が利用できない。この件についての観測筋も、Feras Bonqaのように逮捕されるリスクがあるため匿名を望んでいる。
住居
サウジアラビア国民のうち住居を所有しているのは30％に過ぎず、世界平均の住居所有率の70%を大きく下回る。2011年には、サウジアラビアの人口増加率に見合うには年間50万戸が必要であるとアナリストが推計している。しかし2014年初頭でも、年間30〜40万戸が建設されるにとどまっている。
問題の1つは、全住宅ローンのうち81%を占める政府の不動産開発ファンド(REDF)の順番待ちが、繰り延べ需要で18年待ちの状態になっていることである。もう1つは、REDFのローン限度額が50万リヤル (約13万3000米ドル) なのに対し、リヤドの一戸建て平均価格が2012年時点でその倍以上の123万リヤル (約32万8000米ドル)もすることである。
住宅コストが高くなっている主要因は、高い地価にある。都市部では土地のほとんどがサウジアラビアのエリート層(王族やその他のサウジ富裕層)によって所有されているために、地価が吊り上げられている。かれらは政府に対して土地を「無償で譲るよう」陳情してきた。地主らは、2011年から2013年にかけて地価が50％も急騰するのを見てきており、かれらが地価から得る利益は将来の開発にむけて土地を保有しているだけで増えることになる。この鍵となる「土地銀行」問題に対処するため、住宅相が2013年に「市域内に空き地を持つ地主は課税対象になりうる」と示唆したものの、そのような税金のはっきりとしたプランはまだ明らかになっていない。
さらなる多様性の促進
ジャーナリストのカレン・ハウスによれば、サウジアラビアの5か年計画は「最初の1970年以来すべての計画で」、石油以外への経済多様化を謳っているが、ほとんど成功していないという。2007年時点で、石油産業以外での製造業はサウジアラビアのGDPの10％ほどであり、雇用では6％以下であるという。
民間セクターの成長
2018年は5％の付加価値税導入によって民間セクターの成長が頭打ちになった。2018年初頭にエネルギー、電気、水道の料金が急騰したが、そののち消費者支出は引き締められた。政府が外国人労働者に対して新たな税を課した結果、75万人もの外国人労働者が国外に大量流出した。政府はこの他にも中小企業経営者に対してサウジ国民を外国人労働者よりも比較的高い賃金で雇うように課している。政府に取り入って、外国からの直接投資でマネーを得るというのもうまくいっていない。サウジアラビアの富裕層も、政府の監視を招きかねないというおそれから国内での投資は及び腰である。
国家財政
2010年代のサウジアラビアの場合、財政均衡原油価格は1バレル80ドル台と推定されている。2010年代に原油価格が80ドルを上回った期間は数年のみであり、原油価格の下落局面では公共事業や国営企業の運営が左右され、潤沢なオイルマネーがある状況ながらも緊縮財政を強いられることとなった。

## 企業

### サウジアラムコ
サウジアラムコ (Saudi Arabian Oil Co.)はサウジアラビアの国営石油およびガス会社で、サウジアラビア東部のダーランに拠点を置く。フィナンシャル・タイムズによれば同社の企業価値は最大で10兆ドルにおよぶとみられ、世界で最も価値がある企業である (なお同社は国営であり上場されていない)。
サウジアラムコは2600億バレル (4.1×1010m3) にもおよぶ世界最大の確定石油埋蔵量を誇り、日産石油生産量は世界最大である。サウジアラムコはダーランに本拠地をおき、単一のものとしては世界最大の炭化水素ネットワークであるMaster Gas Systemを操業している。年間の生産量は34億7900万バレル (553,100,000 m3) に達し、100以上の油田とガス田をサウジアラビアで運営している。この中には284兆8000億標準立方フィートの天然ガス埋蔵量があるものも含まれる。サウジアラムコは世界最大の油田であるガワール油田も保有しており、このほかにも世界最大級のシェイバー油田をもつ。

### SABIC
サウジアラビア基礎産業会社 (SABIC)は、1976年に国王令で設立された、化学製品、ポリマー、肥料などを製造する会社である。2008年には時価総額でアジア最大かつ、上場の非石油企業としてはもっとも利益を生む会社となった。同時に世界4位の石油化学企業であり、2009年版の世界最大企業のランキング Fortune Global 500では186位にランクインした。エチレングリコールとメタノールの製造量では世界第2位、 ポリエチレンでは第3位、さらにポリプロピレンとポリオレフィンでは第4位である。スタンダード・アンド・プアーズとフィッチはSABICが世界最大のポリマー製造企業となると見込み、また2005年はペルシャ湾岸地域で最大の製鉄会社であるとして、企業格付を「A」としている。2008年のFortune 500ランキングではSABICの売上は400億2000万ドルを記録したとしており、利益は58億ドル、資産は72.4億ドルとしている。

### マーデン
マーデンは1997年3月23日にサウジアラビアの合資会社として設立され、サウジアラビアの鉱物資源開発運営を目的としている。マーデンの企業活動は金ビジネスに集中しており、近年では5ヶ所の金山運営を抱えるようになった。Mahd Ad Dahab、Al Hajar、Sukhaybarat、Bulghah、Al Amarである。マーデンは現在それ以外の硫黄、アルミニウムその他のプロジェクトなどにも手を広げてきている。これに加えて同社の設立以来、鉱業におけるガバナンスの規制枠組み開発に、(石油・鉱物資源省を通じて)政府や現地の政治家と協業している。

### ICTサービス
2002年に規制緩和が行われて以来、サウジアラビアでは現在パソコン産業で極度のブームが起こっている。1人当たりのPC保有率は2005年で43％と、2002年のわずか13％から大幅にジャンプして、その他の西アジア世界を越えている。電気・電子機器市場は2004年時点で約35億ドルと見積もられていた。
サウジアラビアのICTセクターは過去10年で著しく成長しており、現在も強い成長を見せている。2012年にはICTセクターの支出は940億リヤルを記録し年間成長率は13.9%、2013年にはおよそ1020億リヤルで年間成長率は約14％であった。
Eコマース市場は2001年にようやく10億ドルと見積もられている。

## 参考
- "Saudi Arabia". The World Factbook (英語). Central Intelligence Agency.
- Saudi Arabia Economic Development - Curlie（英語）